# Snezja (distrikt)
Snezja (bulgariska: Снежа) är ett distrikt i Bulgarien.   Det ligger i kommunen Obsjtina Ruen och regionen Burgas, i den östra delen av landet, 300 km öster om huvudstaden Sofia.
I omgivningarna runt Snezja växer i huvudsak lövfällande lövskog. Runt Snezja är det ganska glesbefolkat, med 47 invånare per kvadratkilometer.